# 대열차 작전
대열차 작전(The Train)은 이탈리아에서 제작된 존 프랭컨하이머 감독의 1964년 스릴러, 전쟁, 액션 영화이다. 버트 랭카스터 등이 주연으로 출연하였고 줄스 브릭큰 등이 제작에 참여하였다.

## 출연

### 주연
- 버트 랭카스터

### 조연
- 폴 스코필드
- 잔느 모로
- 미셸 시몽
- 수잔느 플론
- 볼프강 프라이스
- 알베르 레미
- 찰스 밀로
- 리차드 뮌치
- 자크 마린

## 제작진
- 원작자: 로즈 발랜드
- 미술: 윌리 홀트